# Gouvernement Sánchez II
Pour les articles homonymes, voir Gouvernement Sánchez.
Royaume d'Espagne
Sánchez I Sánchez III
Le gouvernement Sánchez II (en espagnol : Segundo Gobierno Sánchez) est le gouvernement du royaume d'Espagne entre le 13 janvier 2020 et le 21 novembre 2023, sous la XIVe législature des Cortes Generales.
Il est dirigé par le socialiste Pedro Sánchez et formé après les élections générales anticipées du 10 novembre 2019. Il se compose de 22 ministres, dont quatre portent initialement le titre de vice-président du gouvernement, ce qui en fait le deuxième plus important après le gouvernement Suárez III, formé en 1979. Au total, 34 personnes y siègent au cours de son mandat.
Minoritaire aux Cortes Generales, il est constitué d'une coalition entre le Parti socialiste et l'alliance de partis Unidas Podemos. Cela constitue la première expérience de gouvernement partagé depuis la fin de la IIe République. Il bénéficie du soutien sans participation de plusieurs partis nationalistes périphériques et indépendantistes catalans. Il fait l'objet de cinq ajustements et remaniements, dont un d'ampleur le 12 juillet 2021 qui établit le record de présence féminine au sein d'un exécutif espagnol. Il est soumis à deux motions de censure, en octobre 2020 puis mars 2023, qui sont rejetées par le Congrès.
En raison de la pandémie de Covid-19, le gouvernement proclame deux fois l'état d'alerte en 2020, dont un entraîne le confinement général de la population. Les deux seront rétroactivement annulés en 2021 par le Tribunal constitutionnel.
Il succède au gouvernement Sánchez I, qui assumait la gestion des affaires courantes depuis les élections générales anticipées du 28 avril 2019, qui n'avaient pas permis de forger une majorité parlementaire. Après les élections générales anticipées du 23 juillet 2023, il cède le pouvoir au gouvernement Sánchez III.

## Historique du mandat
Dirigé par le président du gouvernement socialiste sortant Pedro Sánchez, ce gouvernement est constitué d'une coalition de centre gauche entre le Parti socialiste ouvrier espagnol (PSOE), le Parti des socialistes de Catalogne (PSC) et l'alliance Unidas Podemos (UP). Ensemble, ils disposent initialement de 155 députés sur 350, soit 44,3 % des sièges du Congrès des députés, et 118 sénateurs sur 265, soit 44,5 % des sièges du Sénat.
Il est formé à la suite des élections générales anticipées du 10 novembre 2019.
Il succède donc au gouvernement Sánchez I, constitué uniquement du PSOE et du PSC, bénéficiant du soutien sans participation d'UP et chargé de l'expédition des affaires courantes depuis les élections anticipées du 28 avril 2019.

### Contexte

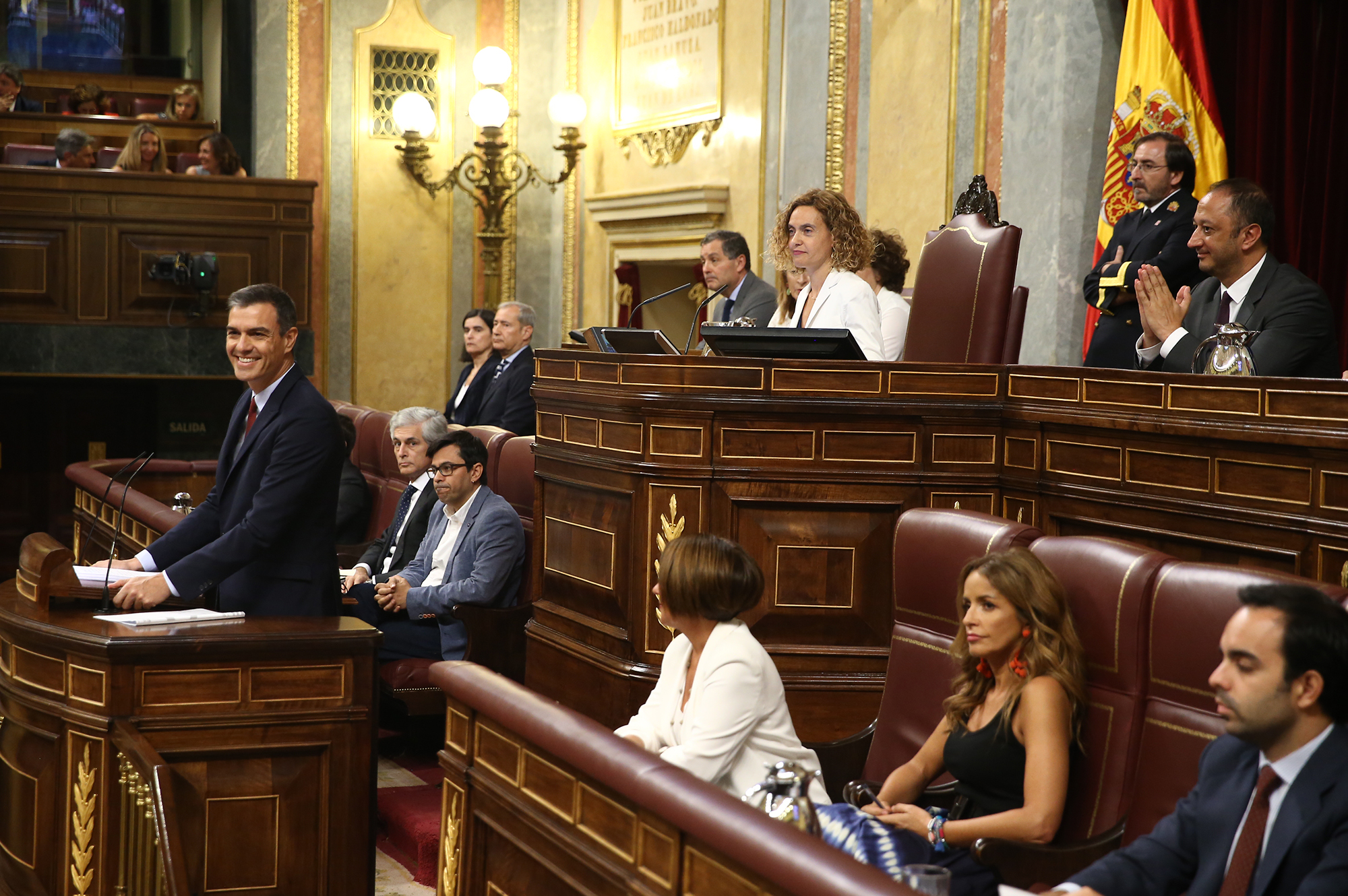
Pedro Sánchez échoue en juillet 2019 à obtenir l'investiture du Congrès des députés.

Cinq jours après une manifestation contre l'indépendantisme catalan et 48 heures après que le Congrès des députés a refusé d'examiner le projet de loi de finances, Pedro Sánchez annonce le 15 février 2019 que le Conseil des ministres a dissous les Cortes Generales et convoque des élections générales anticipées le 28 avril 2019.
À l'issue du scrutin, le Parti socialiste redevient la première force politique en Espagne, pour la première fois en onze ans, mais sans majorité absolue, ce qui le rend dépendant d'Unidas Podemos, ainsi que du Parti nationaliste basque (EAJ/PNV) et des indépendantistes catalans de la Gauche républicaine de Catalogne (ERC). Le roi Felipe VI propose ensuite Pedro Sánchez comme candidat à l'investiture du Congrès, mais faute d'accord de coalition avec Unidas Podemos, il échoue lors des votes des 23 et 25 juillet à remporter la confiance des parlementaires,.
Aucune majorité ne s'étant dégagée par la suite, le Parlement est à nouveau dissous le 24 septembre, et de nouvelles élections générales sont alors convoquées pour le 10 novembre.
Au cours de ce second scrutin, le Parti socialiste enregistre un léger recul mais arrive de nouveau en tête. Dans l'ensemble, la répartition des forces au sein de l'hémicycle reste la même, ce qui confirme la nécessité pour Pedro Sánchez de passer des accords avec Unidas Podemos et les partis régionalistes et indépendantistes.

### Négociations parlementaires

#### Coalition avec Unidas Podemos

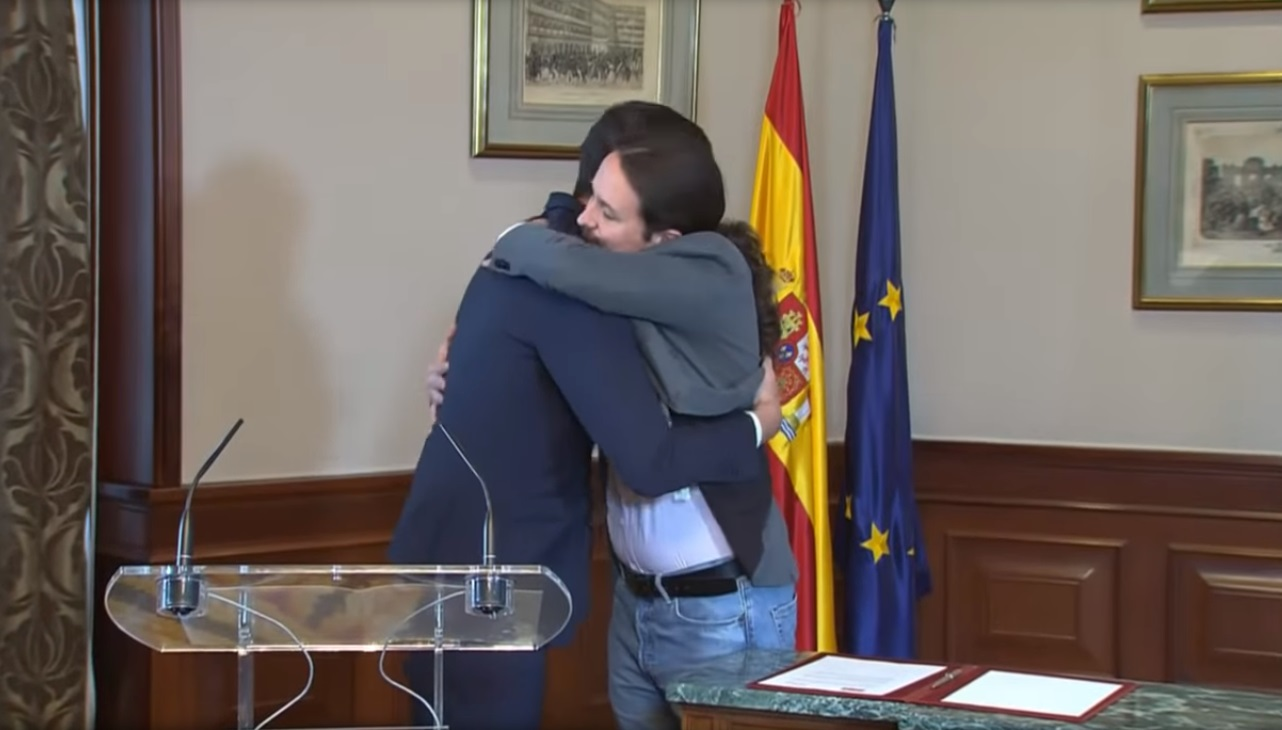
L'accolade entre Pedro Sánchez et Pablo Iglesias après l'annonce de leur future coalition.

Le 12 novembre 2019, Pedro Sánchez et le secrétaire général de Podemos Pablo Iglesias signent un accord de principe pour former ensemble une coalition, basée sur dix points essentiels comme la création d'emploi, le soutien aux petites entreprises, la lutte contre la corruption, la fraude fiscale, la précarité énergétique, ou encore la nécessité de résoudre la situation de crise en Catalogne. Cette entente prévoit la participation d'Unidas Podemos au Conseil des ministres, formule de coopération que Sánchez avait pourtant refusé après les élections d'avril. Il s'agit du premier cabinet de coalition depuis la fin de la IIe République.
Le 30 décembre, Sánchez et Iglesias signent publiquement leur accord de coalition, constitué d'un document de 50 pages négocié pendant sept semaines entre les deux partis et qui prévoit des hausses d'impôts pour les plus aisés, des réformes sociales comme la hausse du salaire minimum ou la hausse des retraites suivant l'inflation, et des mesures sociétales à l'image de la légalisation de l'euthanasie,.

#### Accord avec les partis territoriaux et minoritaires
Le PSOE et le Parti nationaliste basque (EAJ/PNV) présentent le 30 décembre l'accord auquel ils sont parvenus et qui prévoit notamment de nouveaux transferts de compétences au Pays basque, à la Navarre, et une coordination en matière de politique fiscale. Cette entente garantit à Pedro Sánchez six votes favorables supplémentaires lors de la session d'investiture dont la date reste encore à fixer, soit 161 soutiens confirmés. Le soir même, le chef de file et porte-parlementaire de Más País Íñigo Errejón annonce que ses deux députés soutiendront l'investiture de Sánchez, après avoir pris connaissance de l'accord de coalition, dont il regrette cependant le manque de précision ou d'ambition sur certains points.
Après s'être engagé à réformer sous huit mois les règles de financement des budgets des communautés autonomes, Sánchez reçoit le 2 janvier 2020 le soutien de Compromís et son unique parlementaire. Le même jour, le conseil national de la Gauche républicaine de Catalogne (ERC) adopte à 96,6 % des voix l'accord négocié avec les socialistes, qui prévoit notamment la création d'une commission de négociation entre les gouvernements de l'État et de la Généralité dans les 15 jours qui suivront l'assermentation du nouveau cabinet espagnol, ainsi que la possibilité de ratifier les décisions adoptées par cette instance par référendum si cela suppose une modification du statut d'autonomie ou de la Constitution. La décision d'ERC entraîne l'abstention de ses 13 députés au Congrès lors du vote d'investiture.
En réaction, le Parti régionaliste de Cantabrie (PRC) choisit de s'opposer à la réélection de Sánchez alors que tous deux avaient signé en juin 2019 un accord d'investiture toujours en vigueur, arguant que « aucune ligne à grande vitesse, aucune route, rien ne justifie que nous liquidions l'unité de l'Espagne ». Le PSOE indique peu après l'annonce du PRC qu'il s'est assuré le soutien de Nouvelles Canaries (NCa) et Teruel Existe (TE), ce qui permet à la candidature de Sánchez de compter avec l'appui de 166 parlementaires et le refus de 164 autres.
Le lendemain, les militants d'Euskal Herria Bildu (EH Bildu) approuvent à plus de 80 % l'abstention de leurs cinq députés, avant que le Bloc nationaliste galicien (BNG) signe avec le Parti socialiste un accord d'investiture prévoyant le vote de son unique élu en faveur du candidat à l'investiture, garantissant 167 suffrages favorables à ce dernier. Lors du premier jour du débat parlementaire, le 4 janvier, la députée de la Coalition canarienne (CCa) Ana Oramas annonce qu'elle s'opposera à l'investiture de Sánchez, une décision contestée par son parti qui lui avait commandé la veille de s'abstenir. Cela porte à 165 le nombre d'oppositions au candidat.

### Investiture

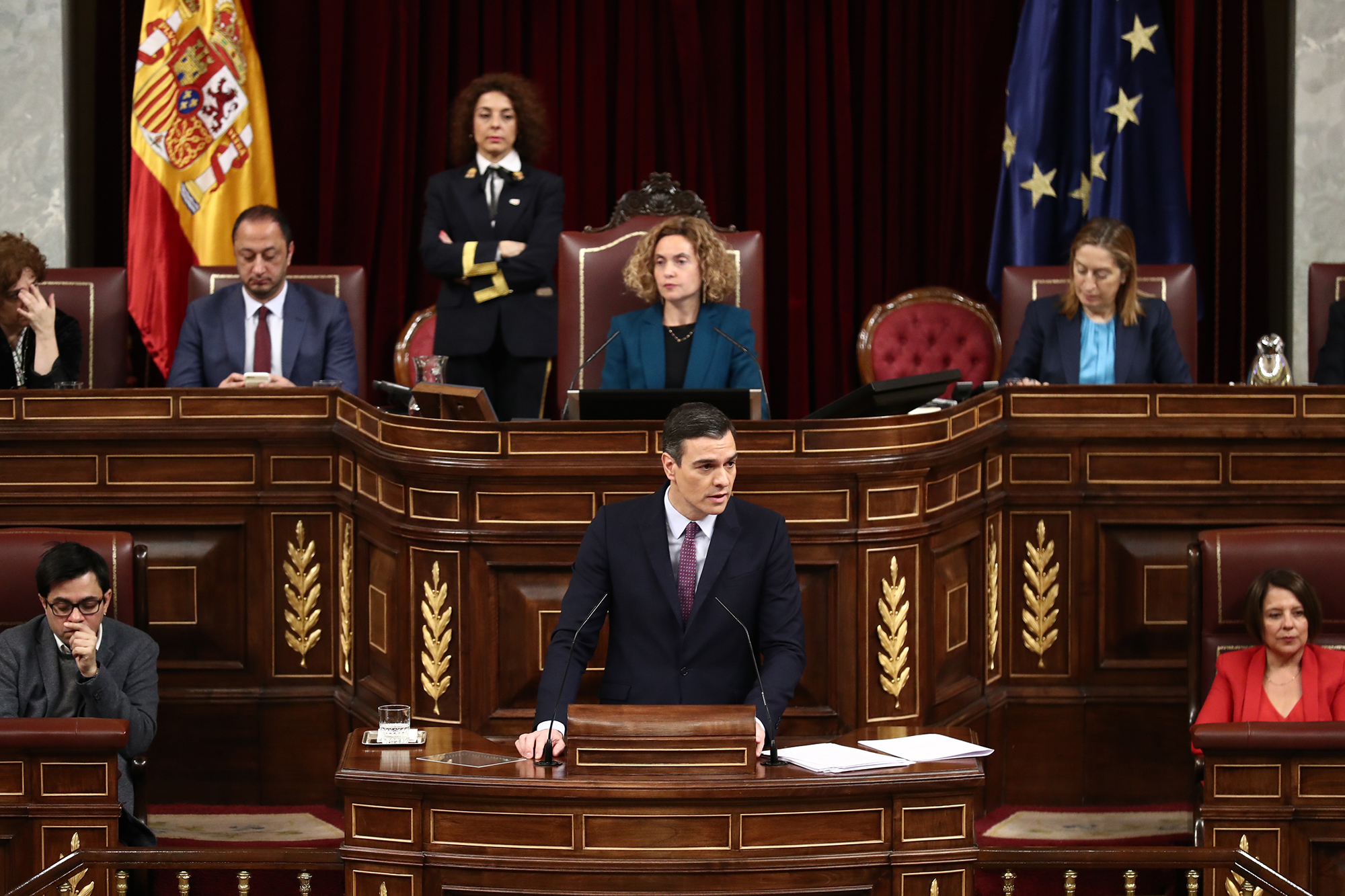
En janvier 2020, Pedro Sánchez se soumet avec succès au vote d'investiture du Congrès des députés.

Lors du premier vote d'investiture le 5 janvier 2020, Pedro Sánchez reçoit 166 votes favorables, 165 défavorables et 18 abstentions, une députée de Unidas Podemos étant absente pour raisons médicales. Ce résultat ne lui permet pas d'être réélu à son poste, la majorité requise étant de 176 voix, et conduit à la convocation automatique d'un nouveau vote 48 heures plus tard, où la majorité simple suffit. L'assermentation de Sánchez semble alors prévue pour le 8 janvier, celle de ses ministres pour le lendemain, et le premier Conseil des ministres se tiendrait le 10.
Lors du second vote le 7 janvier, Sánchez obtient la confiance du Congrès par 167 voix pour, 165 contre et 18 abstentions, ce qui met un terme à neuf mois de gestion des affaires courantes. Il s'agit de l'investiture la plus serrée depuis l'entrée en vigueur de la Constitution et la troisième obtenue à la majorité relative. Peu après la proclamation du résultat, le président du gouvernement fait savoir que la composition de son équipe ne sera pas dévoilée avant la semaine suivante.

### Formation

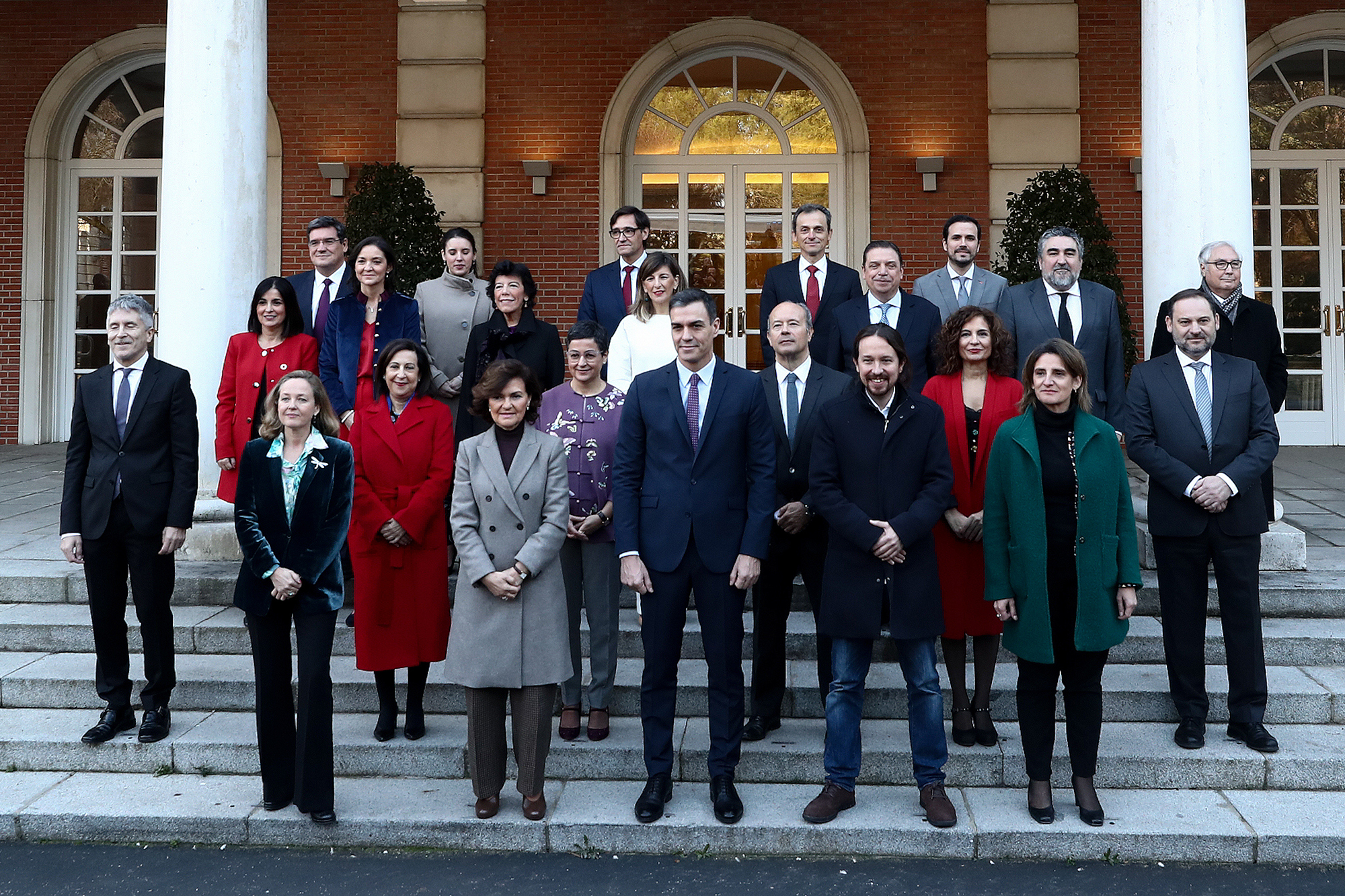
Le gouvernement Sánchez II, en janvier 2020.

Au matin du 9 janvier, la présidence du gouvernement confirme que Unidas Podemos disposera de cinq membres au sein du Conseil des ministres, dont un poste de vice-président délégué aux Droits sociaux confié à Pablo Iglesias. Irene Montero sera ministre de l'Égalité, Yolanda Díaz ministre du Travail, Manuel Castells ministre de l'Enseignement supérieur, et Alberto Garzón ministre de la Consommation. Il est parallèlement annoncé que Carmen Calvo est reconduite comme vice-présidente et ministre de la Présidence, avec les compétences sur la mémoire démocratique, et que la ministre de l'Économie Nadia Calviño et la ministre de la Transition écologique Teresa Ribera sont promues vice-présidentes, obtenant respectivement des compétences en matière de transition numérique et de lutte contre la désertification rurale. La ministre des Finances María Jesús Montero est elle est choisie comme porte-parole du gouvernement, réunissant ces deux fonctions pour la première fois en Espagne et pour la deuxième fois en Europe après Alain Juppé à la fin des années 1980 en France.
Il précise ensuite qu'il présentera la liste de ses ministres au roi puis à la presse le 12 janvier, afin que le nouveau gouvernement prenne ses fonctions et prête serment le lendemain et que le premier Conseil des ministres se tienne le 14 janvier.
Une nouvelle série de nominations est avancée le 10 janvier. Un ministère de la Sécurité sociale, de l'Inclusion et des Migrations sera mis en place pour prendre les compétences séparées du ministère du Travail et revient à l'économiste José Luis Escrivá, président de l'Autorité indépendante de responsabilité fiscale (AIReF) depuis la création de cette institution en 2014 ; l'économiste Arancha González, directrice du Centre du commerce international (CCI) et ancienne cadre de l'OMC, est pour sa part choisie comme ministre des Affaires étrangères ; pour diriger le ministère de la Santé à la place de María Luisa Carcedo, Sánchez fait appel à Salvador Illa, secrétaire à l'Organisation du Parti des socialistes de Catalogne ; enfin le ministre de l'Équipement José Luis Ábalos est reconduit, avec le titre « ministre des Transports, des Mobilités et des Programmes urbains », tout comme le ministre de l'Intérieur Fernando Grande-Marlaska,.
Le lendemain, la conseillère à l'Économie du gouvernement des Canaries Carolina Darias, ancienne présidente du Parlement canarien, est choisie pour diriger le ministère de la Politique territoriale, occupé par intérim par Luis Planas depuis l'élection de Meritxell Batet à la présidence du Congrès, puis le porte-parole adjoint du PSOE à l'Assemblée de Madrid et philosophe José Manuel Rodríguez Uribes, ancien délégué du gouvernement dans la Communauté de Madrid, est désigné ministre de la Culture pour succéder à José Guirao, et enfin le juge et député de Cadix Juan Carlos Campo est proposé pour le poste de ministre de la Justice à la place de Dolores Delgado.
Le reste des ministres sortants est reconduit, ce qui dessine un gouvernement de 22 ministres, dont 11 nouveaux, parmi lesquels se trouvent les cinq proposés par Unidas Podemos, et autant d'hommes que de femmes. Si les représentants d'Unidas Podemos présentent un important profil politique, avec le secrétaire général et la porte-parole parlementaire de Podemos et le coordonnateur général de la Gauche unie (IU), ceux choisis par Sánchez au titre du PSOE ont une image davantage technocratiques. En effet, à des personnalités de premier plan comme Carmen Calvo, María Jesús Montero, José Luis Ábalos et Salvador Illa se trouvent associés les experts techniciens José Luis Escrivá et Arancha González.
Le 13 janvier, les 22 ministres prêtent serment devant le roi Felipe VI au palais de la Zarzuela, après quoi les éventuelles passations de pouvoir ont lieu aux sièges des ministères concernés. Il constitue le deuxième gouvernement le plus important depuis les débuts de la Transition démocratique, après le gouvernement Suárez III en 1979, et comprend un nombre de record de vice-présidences.

### Évolution

#### Janvier 2021
Le 30 décembre 2020, le premier secrétaire du Parti des socialistes de Catalogne Miquel Iceta renonce à être le chef de file électoral de sa formation aux élections parlementaires catalanes du 14 février 2021 et propose que cette responsabilité revienne au ministre de la Santé, Salvador Illa ; cette solution est approuvée quelques heures plus tard par les instances dirigeantes.
Selon la presse, Pedro Sánchez envisage alors de placer la ministre de la Politique territoriale, Carolina Darias, à la succession d'Illa, et de nommer Iceta au poste de cette dernière. Le président du gouvernement confirme publiquement cette hypothèse le 26 janvier 2021, après en avoir informé le roi Felipe VI.
Le 27 janvier, Carolina Darias et Miquel Iceta prêtent serment au palais de la Zarzuela, devant le monarque, puis entrent en fonction.

#### Avril 2021

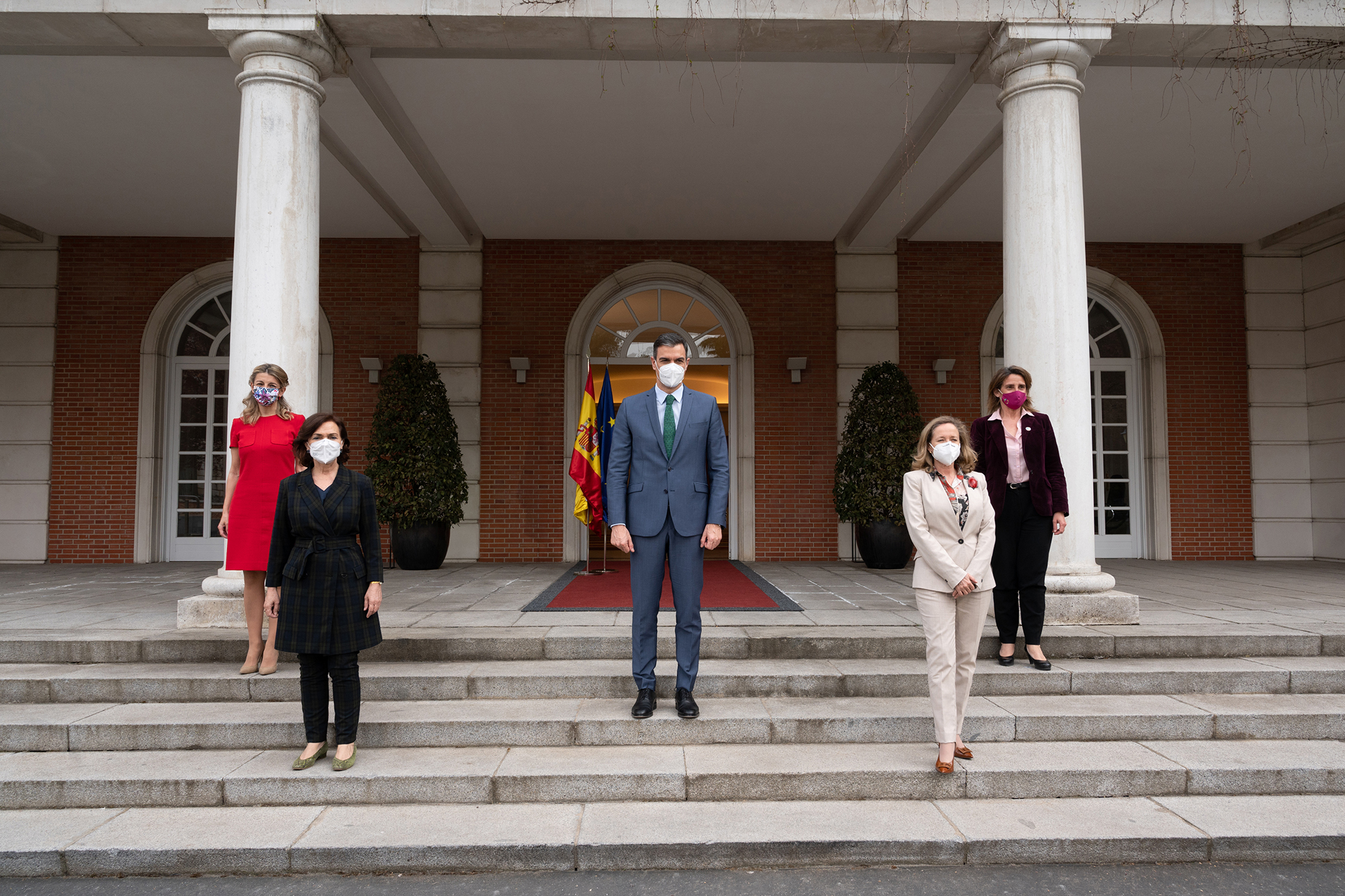
Les quatre vice-présidentes du gouvernement et Pedro Sánchez après l'annonce du remaniement.

Le deuxième vice-président, ministre des Droits sociaux et secrétaire général de Podemos Pablo Iglesias révèle le 15 mars 2021 son intention de démissionner afin de se présenter comme tête de liste d'Unidas Podemos aux élections anticipées à l'Assemblée de Madrid du 4 mai suivant. Il ajoute  vouloir que sa vice-présidence revienne à la ministre du Travail Yolanda Díaz et son portefeuille à la secrétaire d'État Ione Belarra. Un accord survient le lendemain entre Pablo Iglesias et Pedro Sánchez, qui prévoit que Yolanda Díaz occupera la troisième vice-présidence afin d'être protocolairement placée après la ministre des Affaires économiques Nadia Calviño, qui prendra ainsi la deuxième vice-présidence.
Ces nominations sont officiellement annoncées par le président du gouvernement le 30 mars, qui souligne à cette occasion que l'Espagne est le seul pays au monde où tous les postes d'adjoint au chef de l'exécutif sont occupés par des femmes. Les nouvelles ministres prennent leur fonction le lendemain puis sont assermentées devant le roi Felipe VI.

#### Juillet 2021

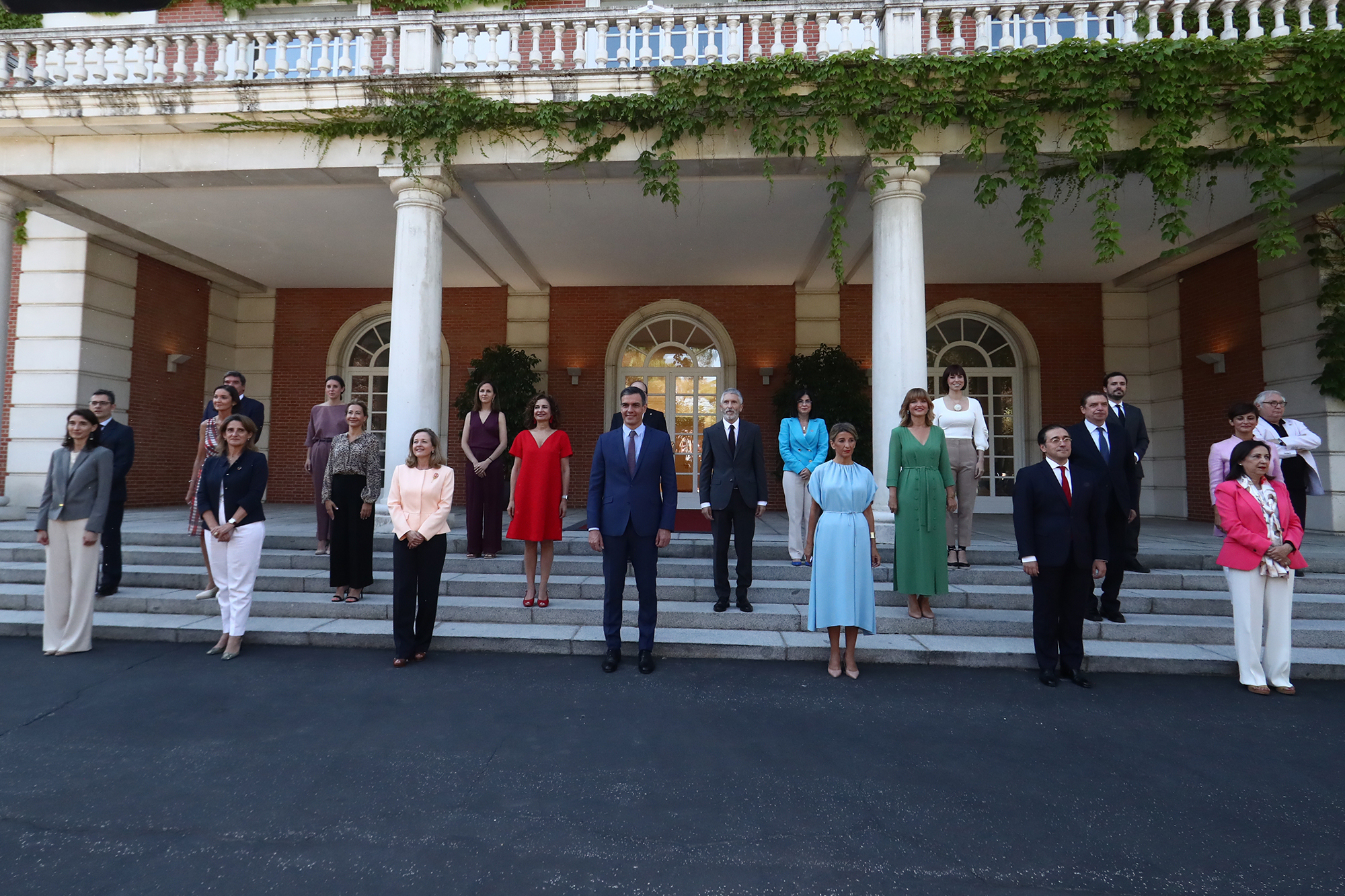
Le gouvernement Sánchez II, en juillet 2021.

Pedro Sánchez annonce le 10 juillet 2021, de manière inattendue, un important remaniement ministériel qui touche sept ministres issus du secteur socialiste de l'exécutif. La première vice-présidente et ministre de la Présidence Carmen Calvo est remplacée par la ministre de l'Économie Nadia Calviño à sa vice-présidence et par le secrétaire général de la présidence du gouvernement Félix Bolaños à son ministère ; la ministre des Affaires étrangères Arancha González cède ses fonctions à l'ambassadeur d'Espagne en France José Manuel Albares ; le ministre de la Justice Juan Carlos Campo cède sa place à la présidente du Sénat Pilar Llop ; le ministre des Transports José Luis Ábalos est remplacé par la maire de Gavà Raquel Sánchez ; la ministre de l'Éducation Isabel Celaá voit son ministère confié à la déléguée du gouvernement en Aragon Pilar Alegría ; le ministre de la Politique territoriale et de la Fonction publique Miquel Iceta succède au ministre de la Culture José Manuel Rodríguez Uribes et cède ses responsabilités en matière territoriale à la maire de Puertollano Isabel Rodríguez et celles en matière de service public à la ministre des Finances María Jesús Montero, qui perd pour sa part son poste de porte-parole au profit d'Isabel Rodríguez ; et le ministre de la Science Pedro Duque transmet son portefeuille à la maire de Gandia Diana Morant.
Avec ce remaniement, le président du gouvernement dit vouloir former le « gouvernement de la reprise économique juste, verte et numérique » et marquer « le renouvellement des générations ». Avec ses sept nouveaux membres, le cabinet compte désormais quatorze femmes, soit 64 % de son effectif, et l'âge moyen diminue de 55 à 50 ans. Il s'agit du gouvernement comptant le plus de femmes ministres de l'histoire de l'Espagne démocratique. Si les « poids lourds » Carmen Calvo ou José Luis Ábalos sont remerciés, la place du Parti socialiste augmente au sein de la nouvelle équipe gouvernementale. Les nominations de Félix Bolaños et José Manuel Albares, conseillers de Pedro Sánchez, d'Isabel Rodríguez, proche d'Emiliano García-Page, de Diana Morant, soutenue par Ximo Puig, et de Pilar Alegría, ancienne porte-parole de Susana Díaz, envoient un message de réconciliation interne au PSOE. En revanche, l'équipe économique constituée par Nadia Calviño, Reyes Maroto, Luis Planas et José Luis Escrivá est confirmée, la ministre de l'Économie devenant la personnalité forte du gouvernement remanié en raison de sa promotion à la première vice-présidence,.
Les nouveaux ministres prêtent serment le 12 juillet devant le roi Felipe VI au palais de la Zarzuela, puis entrent en fonction.

#### Décembre 2021
Le ministre de l'Enseignement supérieur, Manuel Castells, remet sa démission à Pedro Sánchez le 16 décembre 2021, alléguant des « motifs personnels » liés à son état de santé. Il est le dixième ministre à quitter le gouvernement depuis sa formation, et le second parmi ceux issus d'Unidas Podemos après Pablo Iglesias. Ce poste étant réservé à En Comú Podem au sein d'Unidas Podemos, la maire de Barcelone, Ada Colau, désigne pour l'occuper son ancien adjoint à la Culture, Joan Subirats. Celui-ci entre en fonction le 20 décembre et prête serment devant le roi Felipe VI et Pedro Sánchez au palais de la Zarzuela.

#### Mars 2023
En raison de leur candidature respective aux élections municipales du 28 mai 2023 à Madrid et Las Palmas de Grande Canarie, les ministres de l'Industrie, Reyes Maroto, et de la Santé, Carolina Darias doivent être remplacées. Le 27 mars 2023, Pedro Sánchez annonce les nominations du député et président de la commission constitutionnelle du Congrès, Héctor Gómez, comme ministre de l'Industrie, du Commerce et du Tourisme, et du délégué du gouvernement en Galice, José Manuel Miñones, comme ministre de la Santé. Ce mini-remaniement fait appel à des profils éminemment politiques, et non techniques, renvoie une image de continuité à quelques mois de la fin de la législature, et réduit la part des femmes ministres de 63 % à 54 %. Les deux nouveaux ministres sont assermentés le lendemain au palais de la Zarzuela, après quoi ils procèdent à la cérémonie de passation de pouvoir puis participent à leur premier Conseil des ministres.

### Motions de censure

#### Octobre 2020
Le 29 septembre 2020, Vox dépose une motion de censure contre Pedro Sánchez et propose comme candidat à la présidence du gouvernement le chef du parti Santiago Abascal après avoir suggéré de présenter une personnalité extérieure, le nom de l'ancien ministre de l'Intérieur Jaime Mayor Oreja ayant été évoqué dans la presse. La présidente du Congrès des députés Meritxell Batet annonce le 12 octobre suivant que le débat parlementaire de la motion se tiendra les 21 et 22 octobre. Le 22 octobre, la motion est rejetée par 298 voix contre et 52 voix pour, seuls les députes de Vox votant en sa faveur, ce qui en fait la motion avec le plus faible nombre de soutiens depuis la restauration de la démocratie, battant le record de celle de 1987 présentée par Antonio Hernández Mancha et qui avait recueilli 67 voix.

#### Mars 2023
Vox dépose le 27 février 2023 une nouvelle motion de censure, près de trois mois après en avoir exprimé et l'intention, et propose comme candidat à la présidence du gouvernement l'économiste et ancien militant communiste Ramón Tamames. La présidente du Congrès Meritxell Batet annonce le 13 mars suivant que le débat parlementaire de la motion se tiendra les 21 et 22 mars. Le 22 mars, la motion est rejetée par 201 voix contre, 53 voix pour et 91 abstentions : aux 52 députés de Vox s'ajoute le non-inscrit Pablo Cambronero tandis que le Parti populaire s'abstient et que les partis formant ou soutenant régulièrement le gouvernement expriment leur opposition.

### État d'alerte face à la pandémie de Covid-19
Conformément à une annonce faite la veille par Pedro Sánchez, le Conseil des ministres décrète le 14 mars 2020, après sept heures de débat, l'état d'alerte, afin de faire face à la pandémie de Covid-19. Il impose notamment le confinement de la population et la centralisation de plusieurs compétences décentralisées comme la santé ou la sécurité. Le gouvernement obtient du Congrès la prorogation de l'état d'alerte le 26 mars, le 9 avril, le 22 avril, le 6 mai, le 20 mai et une dernière fois le 3 juin. L'état d'alerte est donc levé le 21 juin.
Le 25 octobre, l'état d'alerte est de nouveau proclamé par le Conseil des ministres pour 15 jours. À l'inverse de celui déclaré au printemps, il ne prévoit pas de confinement général ni de centralisation des compétences. Le gouvernement obtient le 29 octobre que le Congrès vote une prorogation pour un délai de six mois après avoir pris l'engagement d'une comparution de Pedro Sánchez tous les deux mois pour évaluer la situation et l'efficacité des mesures adoptées. Comme prévu, l'état d'alerte est levé le 9 mai 2021.
Les deux états d'alerte sont rétroactivement annulés le 14 juillet puis le 27 octobre 2021 par le Tribunal constitutionnel, qui considère dans les deux cas que le gouvernement aurait dû recourir au régime de l'état d'urgence du fait du niveau très élevé de restriction des libertés publiques.

### Succession

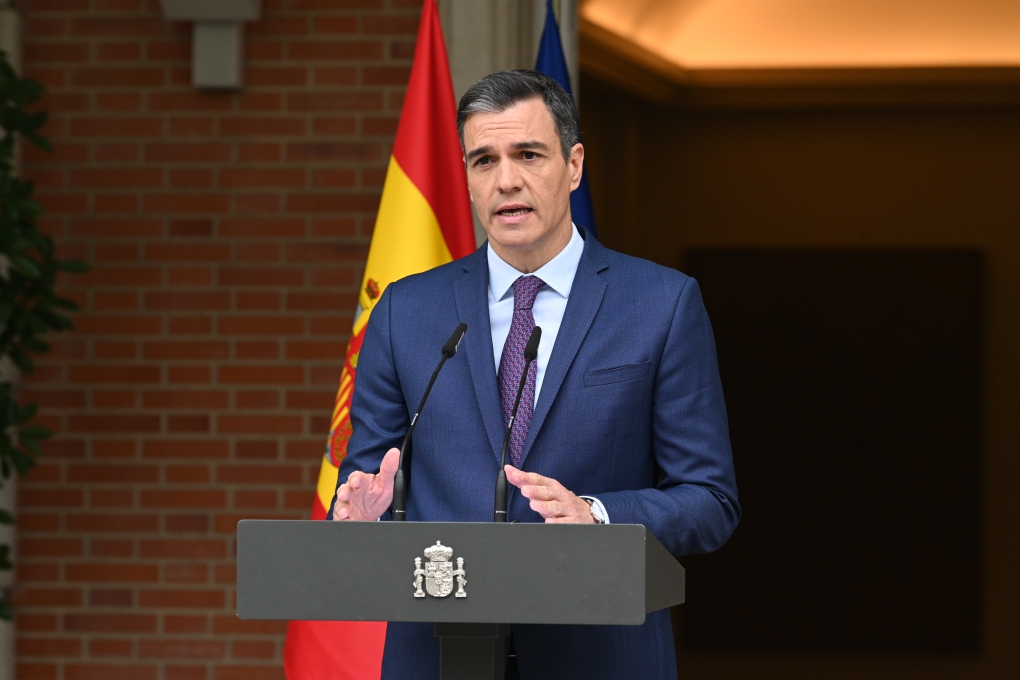
Pedro Sánchez annonce la dissolution des Cortes au lendemain des élections municipales et régionales de 2023.

Le 29 mai 2023, au lendemain de la défaite du Parti socialiste et d'Unidas Podemos aux élections municipales et régionales, Pedro Sánchez annonce que le Conseil des ministres prononcera le jour même la dissolution des Cortes Generales et la convocation d'élections générales anticipées pour le 23 juillet.
Le scrutin est remporté par le Parti populaire (PP) d'Alberto Núñez Feijóo, mais sans majorité suffisante. Pedro Sánchez, bien que deuxième, peut envisager de se maintenir au pouvoir, à condition de rallier le soutien du parti indépendantiste catalan Ensemble pour la Catalogne (Junts). Le roi propose initialement Feijóo comme candidat à l'investiture, choisissant le chef du parti arrivé en tête faute d'une majorité claire, mais celui-ci échoue lors des votes des 27 et 29 septembre.
Le 3 octobre, Felipe VI propose Pedro Sánchez comme nouveau candidat. Dans les cinq semaines qui suivent, il conclut un accord de coalition avec l'alliance de partis Sumar, et des accords d'investiture avec la Gauche républicaine de Catalogne, Ensemble pour la Catalogne, Euskal Herria Bildu, le Parti nationaliste basque, le Bloc nationaliste galicien et la Coalition canarienne.
À l'issue du débat d'investiture, Pedro Sánchez obtient le 16 novembre la confiance du Congrès dès le premier vote, par 179 voix pour et 171 voix contre. C'est la première fois depuis Mariano Rajoy en 2011 qu'un candidat à l'investiture l'emporte à la majorité absolue.
Pedro Sánchez prête serment devant le roi, en présence des plus hautes autorités de l'État, le 17 novembre. Il dévoile la composition du gouvernement Sánchez III, composé de 22 ministres dont 12 femmes, le 20 novembre. Le nouvel exécutif est assermenté le lendemain. Au cours du mandat de son deuxième gouvernement, Pedro Sánchez a procédé à cinq remaniements ou ajustements, nommant un total de 34 ministres.

## Composition

### Initiale (13 janvier 2020)
- Par rapport au gouvernement Sánchez I, les nouveaux ministres sont indiqués en gras, ceux ayant changé d'attributions le sont en italique.

| Portefeuille | Titulaires | Titulaires | Titulaires                                          | Parti   |
| --- | ---------- | ---------- | --------------------------------------------------- | ------- |
| Président du gouvernement |            |            | Pedro Sánchez Pérez-Castejón                        | PSOE    |
| Première vice-présidente du gouvernement Ministre de la Présidence, des Relations avec les Cortes et de la Mémoire démocratique |            |            | María del Carmen Calvo Poyato                       | PSOE    |
| Deuxième vice-président du gouvernement Ministre des Droits sociaux et de l'Agenda 2030                                         |            |            | Pablo Iglesias Turrión                              | Podemos |
| Troisième vice-présidente du gouvernement Ministre des Affaires économiques et de la Transformation numérique                   |            |            | Nadia María Calviño Santamaría                      | Sans    |
| Quatrième vice-présidente du gouvernement Ministre de la Transition écologique et du Défi démographique                         |            |            | Teresa Ribera Rodríguez                             | PSOE    |
| Ministre des Affaires étrangères, de l'Union européenne et de la Coopération                                                    |            |            | María Aránzazu González Laya                        | Sans    |
| Ministre de la Justice |            |            | Juan Carlos Campo Moreno                            | PSOE    |
| Ministre de la Défense |            |            | María Margarita Robles Fernández                    | Sans    |
| Ministre des Finances Porte-parole du gouvernement                                                                              |            |            | María Jesús Montero Cuadrado                        | PSOE    |
| Ministre de l'Intérieur |            |            | Fernando Grande-Marlaska Gómez                      | Sans    |
| Ministre des Transports, des Mobilités et des Programmes urbains                                                                |            |            | José Luis Ábalos Meco                               | PSOE    |
| Ministre de l'Éducation et de la Formation professionnelle                                                                      |            |            | María Isabel Celaá Diéguez                          | PSOE    |
| Ministre du Travail et de l'Économie sociale                                                                                    |            |            | Yolanda Díaz Pérez                                  | PCE     |
| Ministre de l'Industrie, du Commerce et du Tourisme                                                                             |            |            | María Reyes Maroto Illera                           | PSOE    |
| Ministre de l'Agriculture, de la Pêche et de l'Alimentation                                                                     |            |            | Luis Planas Puchades                                | PSOE    |
| Ministre de la Politique territoriale et de la Fonction publique                                                                |            |            | Carolina Darias San Sebastián (jusqu'au 27/01/2021) | PSOE    |
| Ministre de la Politique territoriale et de la Fonction publique                                                                |            |            | Miquel Octavi Iceta i Llorens                       | PSC     |
| Ministre de la Culture et des Sports                                                                                            |            |            | José Manuel Rodríguez Uribes                        | PSOE    |
| Ministre de la Santé |            |            | Salvador Illa Roca (jusqu'au 27/01/2021)            | PSC     |
| Ministre de la Santé |            |            | Carolina Darias San Sebastián                       | PSOE    |
| Ministre de la Science et de l'Innovation                                                                                       |            |            | Pedro Francisco Duque Duque                         | Sans    |
| Ministre de l'Égalité |            |            | Irene María Montero Gil                             | Podemos |
| Ministre de la Consommation |            |            | Alberto Carlos Garzón Espinosa                      | IU      |
| Ministre de l'Inclusion, de la Sécurité sociale et des Migrations                                                               |            |            | José Luis Escrivá Belmonte                          | Sans    |
| Ministre de l'Enseignement supérieur                                                                                            |            |            | Manuel Castells Oliván                              | Sans    |

### Remaniement du 31 mars 2021
- Par rapport à la composition précédente, les nouveaux ministres sont indiqués en gras, ceux ayant changé d'attributions le sont en italique.

| Portefeuille | Titulaires | Titulaires | Titulaires                       | Parti   |
| --- | ---------- | ---------- | -------------------------------- | ------- |
| Président du gouvernement |            |            | Pedro Sánchez Pérez-Castejón     | PSOE    |
| Première vice-présidente du gouvernement Ministre de la Présidence, des Relations avec les Cortes et de la Mémoire démocratique |            |            | María del Carmen Calvo Poyato    | PSOE    |
| Deuxième vice-présidente du gouvernement Ministre des Affaires économiques et de la Transformation numérique                    |            |            | Nadia María Calviño Santamaría   | Sans    |
| Troisième vice-présidente du gouvernement Ministre du Travail et de l'Économie sociale                                          |            |            | Yolanda Díaz Pérez               | PCE     |
| Quatrième vice-présidente du gouvernement Ministre de la Transition écologique et du Défi démographique                         |            |            | Teresa Ribera Rodríguez          | PSOE    |
| Ministre des Affaires étrangères, de l'Union européenne et de la Coopération                                                    |            |            | María Aránzazu González Laya     | Sans    |
| Ministre de la Justice |            |            | Juan Carlos Campo Moreno         | PSOE    |
| Ministre de la Défense |            |            | María Margarita Robles Fernández | Sans    |
| Ministre des Finances Porte-parole du gouvernement                                                                              |            |            | María Jesús Montero Cuadrado     | PSOE    |
| Ministre de l'Intérieur |            |            | Fernando Grande-Marlaska Gómez   | Sans    |
| Ministre des Transports, des Mobilités et des Programmes urbains                                                                |            |            | José Luis Ábalos Meco            | PSOE    |
| Ministre de l'Éducation et de la Formation professionnelle                                                                      |            |            | María Isabel Celaá Diéguez       | PSOE    |
| Ministre de l'Industrie, du Commerce et du Tourisme                                                                             |            |            | María Reyes Maroto Illera        | PSOE    |
| Ministre de l'Agriculture, de la Pêche et de l'Alimentation                                                                     |            |            | Luis Planas Puchades             | PSOE    |
| Ministre de la Politique territoriale et de la Fonction publique                                                                |            |            | Miquel Octavi Iceta i Llorens    | PSC     |
| Ministre de la Culture et des Sports                                                                                            |            |            | José Manuel Rodríguez Uribes     | PSOE    |
| Ministre de la Santé |            |            | Carolina Darias San Sebastián    | PSOE    |
| Ministre des Droits sociaux et de l'Agenda 2030                                                                                 |            |            | Ione Belarra Urteaga             | Podemos |
| Ministre de la Science et de l'Innovation                                                                                       |            |            | Pedro Francisco Duque Duque      | Sans    |
| Ministre de l'Égalité |            |            | Irene María Montero Gil          | Podemos |
| Ministre de la Consommation |            |            | Alberto Carlos Garzón Espinosa   | IU      |
| Ministre de l'Inclusion, de la Sécurité sociale et des Migrations                                                               |            |            | José Luis Escrivá Belmonte       | Sans    |
| Ministre de l'Enseignement supérieur                                                                                            |            |            | Manuel Castells Oliván           | Sans    |

### Remaniement du 12 juillet 2021
- Par rapport à la composition précédente, les nouveaux ministres sont indiqués en gras, ceux ayant changé d'attributions le sont en italique.

| Portefeuille                                                                                                 | Titulaires | Titulaires | Titulaires                                          | Parti     |
| --- | ---------- | ---------- | --------------------------------------------------- | --------- |
| Président du gouvernement                                                                                    |            |            | Pedro Sánchez Pérez-Castejón                        | PSOE      |
| Première vice-présidente du gouvernement Ministre des Affaires économiques et de la Transformation numérique |            |            | Nadia María Calviño Santamaría                      | Sans      |
| Deuxième vice-présidente du gouvernement Ministre du Travail et de l'Économie sociale                        |            |            | Yolanda Díaz Pérez                                  | PCE/Sumar |
| Troisième vice-présidente du gouvernement Ministre de la Transition écologique et du Défi démographique      |            |            | Teresa Ribera Rodríguez                             | PSOE      |
| Ministre des Affaires étrangères, de l'Union européenne et de la Coopération                                 |            |            | José Manuel Albares Bueno                           | PSOE      |
| Ministre de la Justice                                                                                       |            |            | María Pilar Llop Cuenca                             | Sans      |
| Ministre de la Défense                                                                                       |            |            | María Margarita Robles Fernández                    | Sans      |
| Ministre des Finances et de la Fonction publique                                                             |            |            | María Jesús Montero Cuadrado                        | PSOE      |
| Ministre de l'Intérieur                                                                                      |            |            | Fernando Grande-Marlaska Gómez                      | Sans      |
| Ministre des Transports, des Mobilités et des Programmes urbains                                             |            |            | Raquel Sánchez Jiménez                              | PSC       |
| Ministre de l'Éducation et de la Formation professionnelle                                                   |            |            | María del Pilar Alegría Continente                  | PSOE      |
| Ministre de l'Industrie, du Commerce et du Tourisme                                                          |            |            | María Reyes Maroto Illera (jusqu'au 28/03/2023)     | PSOE      |
| Ministre de l'Industrie, du Commerce et du Tourisme                                                          |            |            | Héctor José Gómez Hernández                         | PSOE      |
| Ministre de l'Agriculture, de la Pêche et de l'Alimentation                                                  |            |            | Luis Planas Puchades                                | PSOE      |
| Ministre de la Présidence, des Relations avec les Cortes et de la Mémoire démocratique                       |            |            | Félix Bolaños García                                | PSOE      |
| Ministre de la Politique territoriale Porte-parole du gouvernement                                           |            |            | Isabel Rodríguez García                             | PSOE      |
| Ministre de la Culture et des Sports                                                                         |            |            | Miquel Octavi Iceta i Llorens                       | PSC       |
| Ministre de la Santé                                                                                         |            |            | Carolina Darias San Sebastián (jusqu'au 28/03/2023) | PSOE      |
| Ministre de la Santé                                                                                         |            |            | José Manuel Miñones Conde                           | PSOE      |
| Ministre des Droits sociaux et de l'Agenda 2030                                                              |            |            | Ione Belarra Urteaga                                | Podemos   |
| Ministre de la Science et de l'Innovation                                                                    |            |            | Diana Morant Ripoll                                 | PSOE      |
| Ministre de l'Égalité                                                                                        |            |            | Irene María Montero Gil                             | Podemos   |
| Ministre de la Consommation                                                                                  |            |            | Alberto Carlos Garzón Espinosa                      | IU        |
| Ministre de l'Inclusion, de la Sécurité sociale et des Migrations                                            |            |            | José Luis Escrivá Belmonte                          | Sans      |
| Ministre de l'Enseignement supérieur                                                                         |            |            | Manuel Castells Oliván (jusqu'au 20/12/2021)        | Sans      |
| Ministre de l'Enseignement supérieur                                                                         |            |            | Joan Subirats Humet                                 | CatComù   |